# Claude Sagna
Claude Sagna, né le 15 février 1930 à Paris (XIVe), et mort le 18 décembre 2017 à Coulommiers,, est un ancien handballeur international français. 
Premier joueur dit « de couleur » à avoir été international, il avait porté le maillot bleu des équipes de France de handball à 11. Formé à Bondy, il se révèle à l'ASP Police Paris, avec lequel il remporte de nombreux titres et est élu meilleur joueur français en 1951. Ce prédécesseur de Jackson Richardson était un athlète doué dont les interceptions et le jeu spectaculaire lui avaient valu le titre de « perle noire du handball ».

## Palmarès

### En équipe de France
- 7e place au Championnat du monde à onze 1952 (de)
- 6e place au Championnat du monde à sept 1954
- 8e place au Championnat du monde à onze 1955 (de)

### En club
Handball à onze
- Vainqueur du Championnat de France (8) : 1950, 1951, 1952, 1954, 1955, 1956 et 1957
- Finaliste de la Coupe de France (2) : 1949 et 1951 (forfait)

Handball à sept
- Vainqueur du Championnat de France (2) : 1954, 1955
- Finaliste en 1962, 1964, 1965 et 1967

### Distinction individuelles
- Élu meilleur handballeur français en 1951